# Дейвид Ланг
Дейвид Маршал Ланг (на английски: David Marshall Lang) (6 май 1924 – 20 март 1991) е британски учен историк.
Той е преподавател по кавказки науки във Факултета по ориенталски и африкански изследвания в Лондонския университет, сред най-продуктивните британски учени, специалист по грузинска, арменска и древна българска история.

## Биография и дейност
Ланг е роден на 6 май 1924 г. в Бромли, Лондон, Англия. Получава образованието си в Монктон Комб и Сейнт Джонс Колидж, Кеймбридж.
През военната си кариера той е офицер в Иран по време на Втората световна война. През 1944 г. е назначен за заместник-консул в Табриз, Иран, където се запознава с арменското население на града. През 1949 г. става член на Департамента по ориенталски и африкански изследвания в Лондонския университет. Започва като преподавател по грузински език, а през 1964 г. става професор по кавказки изследвания. През 1953 г. е научен сътрудник в Руския институт на Колумбийския университет и през 1965 г. е гостуващ професор по кавказки изследвания в Калифорнийския университет, Лос Анджелис. Между 1962 и 1964 г. е почетен секретар на Кралското азиатско дружество в Лондон. Посещава Арменската ССР 3 пъти през 1960 и 1970 г.
Дълго време Дейвид Маршал Ланг оглавява Департамента по кавказки изследвания в Лондонския университет и е лектор по кавказки езици и история в Кеймбриджкия и други университети.

## Избрани произведения
- The Last Years of the Georgian Monarchy, 1658-1832 (New York: Columbia University Press, 1957)
- First Russian Radical, Alexander Radischev, 1749-1802 (London: George Allen & Unwin, 1959)
- A Modern History of Georgia (London: Weidenfeld and Nicolson, 1962)
- The Georgians (New York: Praeger, 1966)
- Armenia: Cradle of Civilization (London: George Allen & Unwin, 1970)
- The Peoples of the Hills: Ancient Ararat and Caucasus by Charles Allen Burney and D.M. Lang (London: Weidenfeld and Nicolson, 1971)
- Bulgarians: From Pagan Times to the Ottoman Conquest (London: Thames and Hudson, 1976)
- Lives and Legends of the Georgian Saints (New York: Crestwood, 1976)
- The Armenians: A People in Exile (London: Allen and Unwin, 1981)
- Armenia and Karabagh: the Struggle for Unity (London: Minority Rights Group, 1991)